# Берсон, Соломон
Соломон Арон Берсон (англ. Solomon Aaron Berson, 22 апреля 1918, Нью-Йорк, США — 11 апреля 1972, Атлантик-Сити, США) — американский врач-эндокринолог. Известен тем, что в 1950-е годы вместе с Розалин Сасмен Ялоу разработал радиоиммунологический метод, получивший широкое распространение в биологии и медицине.

## Биография
Родился в Нью-Йорке, окончил Городской колледж Нью-Йорка в 1938 году. В 1939 году получил степень мастера в Нью-Йоркском университете, а в 1945 году стал доктором медицины в медицинской школе того же университета. После интернатуры в Бостоне и двух лет в армии вернулся в Нью-Йорк и работал в Бронксе в госпитале при управлении делами ветеранов.
Научная карьера началась в 1950 году, когда он стал работать в Радиоизотопном отделе госпиталя и сотрудничать с Розалин Сасмен Ялоу. Их ранние работы в лаборатории касались матаболизма йода и человеческого сывороточного альбумина. Позже они стали заниматься инсулином, измерения которого в крови были тогда затруднены. Они разработали метод радиоиммунного анализа, давшего хорошие результаты, и опубликовали работы в 1960 году.
После успешной разработки РИА для инсулина Берсон и Ялоу разработали аналогичные методики для других гормонов, включая кортикотропин, гастрин, паратгормон и гормон роста и в ходе этого сделав важные открытия в физиологии этих гормонов.
Берсон, как правило, вместе с Ялоу, получал многочисленные премии и награды за свою работу. В 1968 году он был избран профессором Мюррея М. Розенберга и заведующим отдела медицины в Школе медицины Маунт-Синай в Нью-Йорке, при этом оставался исключительно популярной личностью. Состоял в редакционных коллегиях многих научных журналов. В 1972 году он был избран в Национальную академию наук США, но в тот же месяц умер от обширного инфаркта миокарда в Атлантик-Сити, где участвовал в собрании Федерации американских научных обществ экспериментальной биологии. В 1975 году Ялоу и Берсон (посмертно) получили премию за научные достижения от Американской медицинской ассоциации. В 1977 году Ялоу уже одна получила Нобелевскую премию за их совместную работу в связи с тем, что эта премия не вручается посмертно.